# Грег Вінтер
Сер Грегорі Пол Вінтер (англ. Gregory Paul Winter, нар. 14 квітня 1951, Лестер, Велика Британія) — британський біохімік, лауреат Нобелівської премії 2018 року з хімії, найбільш відомий завдяки свою піонерській роботі з терапевтичного використання моноклональних антитіл. Є також винахідником техніки для гуманізму (1986) і для повної гуманізації, використовуючи фагові дисплеї, антитіла для терапевтичного застосування. Раніше антитіла були отримувалися від мишей, що ускладнювало їх використання в терапевтичних засобах людини, оскільки імунна система людини мала проти них реакцію. За ці події Вінтер отримав Нобелівську премію з хімії в 2018 році разом з Джорджем Смітом та Френсісом Арнольдом.
Також він є членом Трінітського коледжу в Кембриджі та призначений магістром Трінітського коледжу в Кембриджі з 2 жовтня 2012 року. Раніше Грег був заступником директора Лабораторії молекулярної біології, Ради медичних досліджень та завідувачем відділу хімії білків та нуклеїнових кислот.

## Освіта
Вінтер вчився у Королівській гімназії, Ньюкасл-апон-Тайн. Він продовжив вивчати природні науки в Кембриджському університеті та закінчив Трінітський коледж в Кембриджі у 1973 році. Грег був удостоєний звання доктора філософії за дослідження амінокислотної послідовності триптофаніл тРНК-синтетази з бактерії Geobacillus stearothermophilus у 1977 році під керівництвом Брайана С. Гартлі та Джордж Браунлі.

## Кар'єра та дослідження
Слідом за званням доктора наук, Вінтер закінчив постдокторальні дослідження в Лабораторії молекулярної біології в Кембриджі.
Грег Вінтер заснував Cambridge Antibody Technology у 1989 році та Bicycle Therapeutics. Він працював у Науково-консультативній раді Covagen, (нині частина Cilag), а також є головою Науково-консультативної ради Biosceptre International Limited.
У 1989 році хімік був засновником Cambridge Antibody Technology, однієї з ранніх комерційних біотехнологічних компаній, що займаються розробкою антитіл. Одним з найуспішніших антитіл було HUMIRA (адалімумаб), який був виявлений Cambridge Antibody Technology як D2E7 і розроблений та реалізований компанією Abbott Laboratories. HUMIRA, антитіло до TNF альфа, було першим у світі антитілом до повного людського тіла, яке продовжувало стати провідним у світі фармацевтичним препаратом, який продавав понад 18 мільярдів доларів у 2017 році. Cambridge Antibody Technology був придбаний Astrazeneca в 2006 році для £ 702 млн.
У 2000 році Вінтер заснував Domantis, що став піонером серед використовання доменних антитіл, які використовують лише активну частину повнорозмірного антитіла. Домантис був придбаний фармацевтичною компанією GlaxoSmithKline у грудні 2006 р. За 230 млн фунтів стерлінгів.
Згодом Грег заснував ще одну компанію, Bicycle Therapeutics Limited, яка розробляє дуже маленькі білкові міміки на основі ковалентно зв'язаного гідрофобного ядра.

## Нагороди та визнання
- Лицар-бакалавр
- 1986: Медаль Колворта[en] Біохімічного товариства
- 1987: член EMBO
- 1989: Премія Луї Жанте з медицини [en] однойменного фонду
- 1990: член Лондонського королівського товариства[34]
- 1990: Emil-von-Behring-Preis[de] Марбурзького університету
- 1994: Премія Шеєле[en] Шведської академії фармацевтичних наук
- 1995: Міжнародна премія короля Фейсала
- 1999: Премія Вільяма Колі[en] Інституту досліджень раку
- 2002: Премія Габбая[en] однойменного фонду
- 2011: Королівська медаль Лондонського королівського товариства
- 2012: Премія принцеси Астурійської
- 2013: Millennium Medal, найпрестижніша нагорода Ради з медичних досліджень(MRC[en])
- 2013: Міжнародна премія Гайрднера
- 2015: Медаль Вільгельма Екснера
- 2016: Премія Принца Махідона[en]
- 2018: Нобелівська премія з хімії

## Доробок
- E. S. Ward, D. Güssow, A. D. Griffiths, P. T. Jones, G. Winter: Binding activities of a repertoire of single immunoglobulin variable domains secreted from Escherichia coli, Nature, Band 341, 1989, S. 544—546.
- J. McCafferty, A. D. Griffiths, G. Winter, D. J. Chiswell: Phage antibodies: filamentous phage displaying antibody variable domains’, Nature, Band 348, 1990, S. 552—554.
- H. R. Hoogenboom, a. D. Griffiths, K. S. Johnson, D. J. Chiswell, P. Hudson, G. Winte: Multi-subunit proteins on the surface of filamentous phage: methodologies for diplaying antibody (Fab heavy and light chains), Nucl. Acid. Res., Band 19, 1991, S. 4133–4137.
- J. D. Marks, H. R. Hoogenboom, T. P. Bonnert, J. McCafferty, A. D. Griffiths, G. Winter: By-passing immunization: Human antibodies from V-gene libraries displayed on phage, J Mol Biol. Band 222, 1991, S. 581—597.
- T. Clackson, H. R. Hoogenboom, T. P. Bonnert, J. McCafferty, A. D. Griffiths, G. Winter: Making antibody fragments using phage display libraries, Nature, Band 352, 1991, S. 624—628.
- J. D. Marks, A. D. Griffiths, M. Malmqvist, T. P. Clackson, J. M. Bye, G. Winter: By-passing immunization: Building high affinity human antibodies by chain shuffling, Nat. Biotech., Band 10, 1992, S. 779—783.
- H. R. Hoogenboom, G. Winter: By-passing immunisation. Human antibodies from synthetic repertoires of germline VH gene segments rearranged in vitro, J Mol Biol., Band 227, 1992, S. 381—388.